# Zarah Leanders plats
Zarah Leanders plats är en plats utanför Wermland Opera i Karlstad.
Efter ett beslut i Karlstads kommun i maj 2021 invigdes Zarah Leanders plats den 27 oktober samma år av kommunalrådet Eric Nilsson (KD). Estradören Mattias Enn talade och sjöng vid invigningen.